# Duninów
Duninów est une localité polonaise de la gmina de Chocianów, située dans le powiat de Polkowice en voïvodie de Basse-Silésie.